# Punt (imbarcazione)
Un punt è una imbarcazione a fondo piatto con la prua squadrata, progettata per essere utilizzata su piccoli fiumi dalle acque poco profonde. Il termine “punting” si riferisce alla tecnica di navigazione su un punt. Il “punter” è il palo che, con la sua lunghezza di 4 o 5 metri, spinto contro il fondale del fiume, permette alla barca di avanzare. Questo tipo di imbarcazione non deve essere confuso con una gondola che, oltre ad essere strutturalmente diversa, è azionata da un remo piuttosto che da un palo. I punt in origine furono costruiti come barche da carico o piattaforme per la pesca con l'amo, ma in tempi moderni il loro utilizzo si limita quasi esclusivamente a piacevoli escursioni. Il fondale del fiume cam (la parte navigabile) varia di profondità: l'altezza minore è di circa mezzo metro, mentre la massima è circa quattro metri.
La profondità media si aggira tra i due e mezzo e i tre metri.

## Costruzione del punt
Un tradizionale punt da fiume si differenzia da molti altri tipi di barca in legno per il fatto di non possedere la chiglia e il dritto di poppa. La sua struttura principale, simile ad una scala, è costituita da due pannelli laterali collegati da una serie di assi trasversali, chiamati “gradini”, distanziati di circa 30 cm per parte.
I primi punt solitamente vengono associati al fiume Tamigi in Inghilterra ed erano usati come piccole imbarcazioni da carico o piattaforme per i pescatori. L'utilizzo del punt specificamente costruito per il tempo libero è diventato popolare tra il 1860 e 1880. Alcune altre barche hanno una forma simile ad un punt tradizionale, ma la più simile è la Weidling europea, un tipo d'imbarcazione che può essere fatto risalire alle barche celtiche costruite più di 2.000 anni fa.
Il fatto di non avere la chiglia rende il punt molto maneggevole e adatto ad acque poco profonde; infatti può essere condotto con uguale facilità in entrambe le direzioni e questo è utile nei corsi d'acqua stretti dove voltarsi risulta difficoltoso.
Il fondo piatto offre una maggiore capacità di carico e rende la barca molto stabile, adatta ai passeggeri.
I punt vengono ancora costruiti in Inghilterra, per uso turistico a Oxford e Cambridge o per uso agonistico. Il materiale scelto per la costruzione della maggior parte dei punt è il legno, mentre per alcune tipologie da gara molto leggere e strette viene utilizzata la fibra di vetro. I fianchi e le estremità solitamente sono in legno resistente come il mogano, i “gradini” sono realizzati in teak, mentre il fondo in legno tenero può essere sostituito più volte durante la vita di una barca.
Un punt tradizionale misura circa 24 piedi (7,3 m) di lunghezza e 3 piedi (0,91 m) di larghezza, mentre i lati sono di circa 18 pollici (0,5 m) di profondità. Vengono anche costruiti punt più piccoli o più ampi. Punt di grandi dimensioni o extra-large, conosciuti come “punt traghetti”, possono essere visti a Cambridge, dove vengono utilizzati come imbarcazioni turistiche. I punt monoposto utilizzati sul Tamigi generalmente misurano solo 2 piedi (60 cm) di larghezza e sono un po' più corti di lunghezza rispetto ad un punt tradizionale. I punt da gara possono essere costruiti ancora più stretti e vengono utilizzati da alcuni club specializzati nella parte bassa del Tamigi. Ad alcuni punt sono state adattate altre modalità di propulsione, come la vela o le ruote a pedali, e in altri casi, aggiungendo cerchi di ferro e tende di tela, sono stati utilizzati anche per campeggiare. Il fondo del punt è realizzato con assi lunghe e strette che si tendono verso prua e poppa. Per permettere al legno di dilatarsi quando è bagnato, le assi vengono posizionate a breve distanza l'una dall'altra (solitamente corrispondente alla larghezza di un vecchio penny, 1-2 mm); questo spazio viene poi calafatato e il calafataggio deve essere rinnovato ogni anno. I sedili sono semplicemente delle tavole con cuscini che uniscono i due lati della barca. Un punt può essere manovrato con facilità in entrambe le direzioni; quindi non è semplice per il principiante capire qual è la prua e qual è la poppa; tuttavia un'estremità della barca è rinforzata da un corto pianale, generalmente chiamato “counter” o “till”, che si estende per circa 6 piedi (2 m) da tale lato. Il “till” fornisce maggiore rigidità torsionale ed è normalmente chiuso; occasionalmente un armadietto può essere integrato in esso. Una piccola minoranza di punt, come quelli in fibra di vetro del Magdalen College di Oxford, hanno da entrambe le estremità due “till” più piccoli. I precursori dei punt “da svago”, ovvero i punt per la pesca, di solito avevano un vano aggiuntivo, chiamato “well”, che si estendeva per tutta la larghezza del punt, posizionato di fronte al “till”. Questo vano, realizzato in tenuta stagna, aveva dei fori sul fondo, in modo da poter essere riempito d'acqua per conservare il pesce pescato.

## L'asta del punt
Un punt tradizionale non ha né timone né alcuna disposizione per remi, vele o motore; viene invece azionato e diretto con un'asta o palo. Di solito i pali sono realizzati in abete o alluminio, misurano circa 12-16 piedi (4-5 m) di lunghezza e pesano 10 libbre (5 kg). La base dell'asta è dotata di una “scarpa” di metallo arrotondata per proteggere l'estremità, che talvolta può anche essere a coda di rondine. I tradizionali pali di legno vengono preferiti dai punters esperti poiché sono più compatibili con le mani (almeno fino a quando essi sono in buono stato) e fanno meno rumore a contatto con il fondale del fiume rispetto ad un palo in alluminio.
I pali in alluminio sono decisamente più economici e più resistenti, più adatti a punters inesperti. Le aste da gara sono generalmente molto più leggere e realizzate in alluminio. Solitamente durante le competizioni si portano uno o due aste di riserva, in modo da poter continuare la gara se un'asta si incastra o cade in acqua.

## Tecnica del punting
La tecnica di base del punting è di far scivolare la barca sull'acqua spingendo con un palo direttamente sul letto di un fiume o di un lago. Nel 1870, quando è diventato abituale andare in barca per piacere, i passeggeri venivano fatti sedere a poppa su dei cuscini posti contro il “till”, mentre il punter, posizionato a prua, puntava l'asta sul fondale e poi si dirigeva verso poppa, facendo così avanzare il punt. Questa tecnica, chiamata “running”, veniva utilizzata per spostare i pesanti punt da pesca. I punt da diporto sono poi stati alleggeriti e quindi è diventato usuale per il punter stare fermo, verso poppa solitamente, mentre spinge. Questa tecnica viene chiamata “pricking”; il pricking ha il vantaggio di poter trasportare più passeggeri, poiché il punter non deve spostarsi sulla barca per farla avanzare. Uno dei punti chiave per condurre correttamente un punt è che la virata venga fatta spingendo il palo contro il fondale, piuttosto che utilizzare quest'ultimo come una pagaia o un timone: la virata in questo caso richiederà minor sforzo fisico se il punter sarà posizionato al centro della barca. Una volta che il punt è in navigazione, è più facile mantenerlo in linea retta se il peso sul punt è tutto dallo stesso lato, in modo da inclinarlo leggermente e formare una chiglia.

## Il punting in Inghilterra
L'utilizzo del punt per piacere è avvenuto per la prima volta in Inghilterra nel 1860, diventando sempre più popolare nei primi anni del '900. Le testimonianze ci indicano che inizialmente il punting praticato per diletto ha avuto origine sul Tamigi e rapidamente si è diffuso in tutto il paese. La società di punting più antica (Scudamore's Punting Company) del Regno Unito è stata fondata nel 1910 ed ha sede a Cambridge. Il punting ha avuto un declino tra il 1950 e il 1960 in proporzione all'aumento del traffico di barche a motore sui fiumi inglesi, ma successivamente è di nuovo incrementato grazie all'avvento dell'industria del turismo. Il punting è un passatempo popolare sui fiumi di diverse località turistiche: ci sono organizzazioni commerciali che offrono punt per il noleggio sull'Avon a Bath, sul Cam a Cambridge, sul Cherwell e sull'Isis a Oxford, a Stratford-on-Avon e nella parte bassa del Tamigi vicino a Sunbury.

## Il punting nel mondo
I tradizionali punt del Tamigi sono diventati popolari anche in altri fiumi al di fuori dell'Inghilterra:
- Sull'Avon a Christchurch in Nuova Zelanda
- Sul fiume Mutha a Pune, in India presso il club nautico del College d'ingegneria
- Lungo il Cherry Creek a Denver, in Colorado (USA)

La tecnica di usare un palo per spingere una barca in acque confinate si è sviluppata in molte altre culture, in particolare in zone paludose dove il trasporto su terra risulta difficoltoso. Per esempio:
- Sul delta dell'Okavango in Botswana, con canoe scavate chiamate makoros.
- Nel Marais Poitevin, una zona di terra paludosa attraversata da canali a nord di La Rochelle nel Poitou-Charentes, in Francia. Qui le barche (chiamate Barques) sono un po' più corte di un punt del Tamigi.
- Nella paludosa Overijssel nei Paesi Bassi.
- Sul fiume Neckar a Tubinga in Germania esistono imbarcazioni simili, chiamate Stocherkahn; sono un po' più grandi di un tradizionale punt e quasi tutte di proprietà di confraternite universitarie, che annualmente si sfidano in una gara, chiamata Stocherkahnrennen, nel mese di giugno.
- Zattere di bambù di proporzioni simili ai punt vengono utilizzate in vari fiumi nel nord della Thailandia.
- Le barche "takasebune" si trovano in varie parti del Giappone, viaggiano in appositi canali chiamati Takasegawa. I punting veloci per i passeggeri a Tokyo sono chiamati "choki" o "Choki-bune".
- Nel nord d'Italia, più esattamente in Piemonte è un tipo di imbarcazione che veniva molto usato per il trasporto di beni e merci. Ad oggi si continuano ad usare per svago e sono presenti molte società di appassionati sul fiume Po'. Le località più note per tale pratica sono Carignano, Lombriasco, Cardè e Villafranca.